# Canino (dente)

O canino é um dente pontiagudo, implantado entre os incisivos e os pré-molares, um dos tipos dentários que compõem a arcada dentária de certos mamíferos. Pode também ser chamado de presa ou colmilho.  

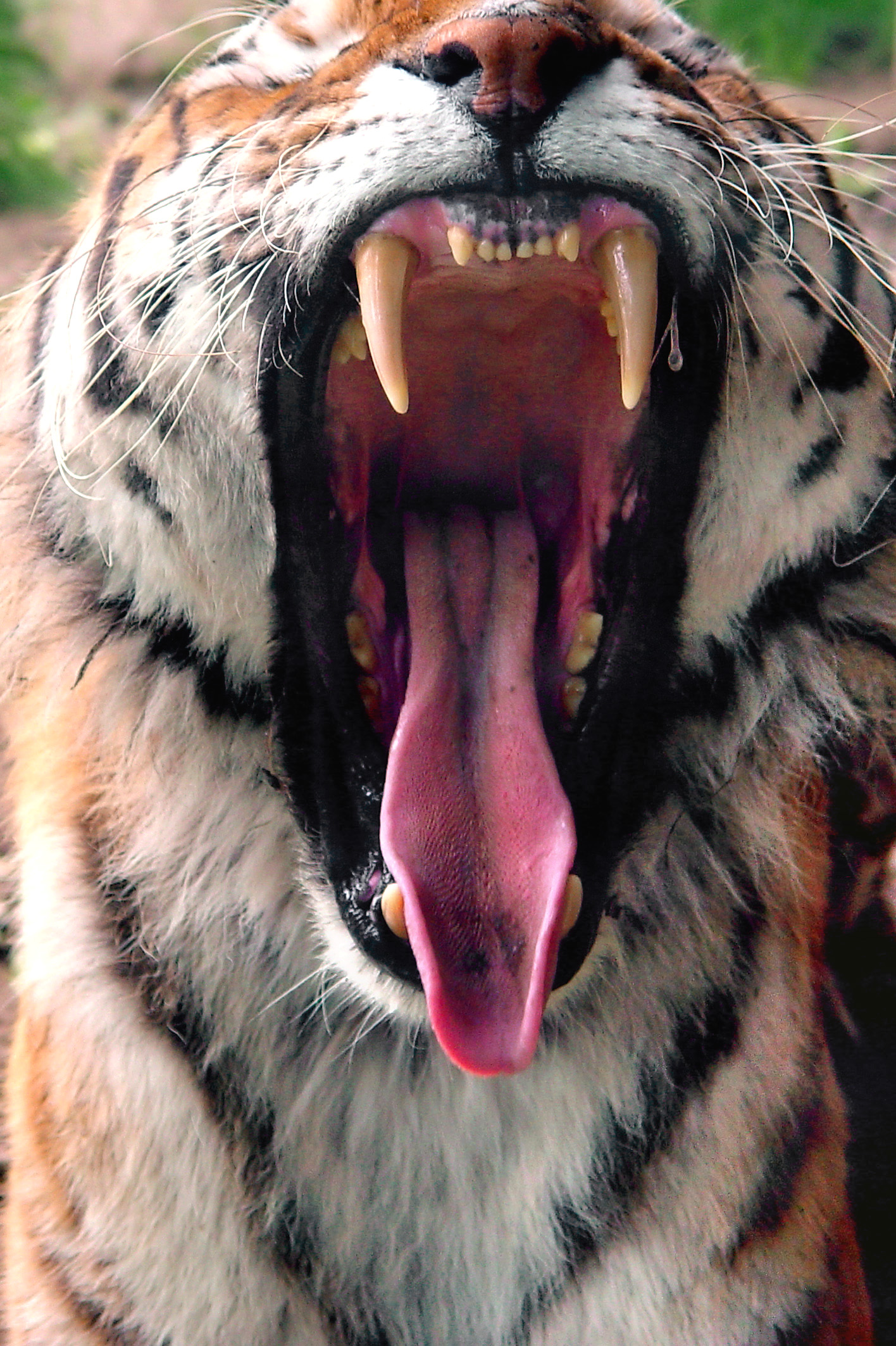
Tigre exibindo as presas.

 Possui a forma semelhante a uma Pá ou Lança e têm por função perfurar, despedaçar e rasgar os alimentos, embora o tamanho e formato nos humanos não sejam compatíveis com o canino de um verdadeiro animal onívoro. Por exemplo: urso, lobo e raposa, os quais, justamente por serem onívoros, usam seus caninos para matar, dilacerar sua caça e engolir seus pedaços sem mastigar, pois possuem grande acidez estomacal para dissolver os pedaços. Diferente dos humanos que possuem baixa acidez estomacal, precisando assim, mastigar o alimento.
Na dentição humana normal são encontrados quatro dentes caninos (2 superiores e 2 inferiores).
O canino pode ser uma característica do dimorfismo sexual em algumas espécies, podendo ser muito maior em machos (inferior, superior ou ambos) do que em fêmeas, que por sua vez podem apresentar presas menores ou nenhuma presa. Isso pode ser observado em alguns antílopes, em cervos, camelos, cavalos, javalis, em vários macacos, focas e morsas, entre outros.
Os caninos são fortemente associados aos lendários vampiros.